# Kitanoumi Toshimitsu

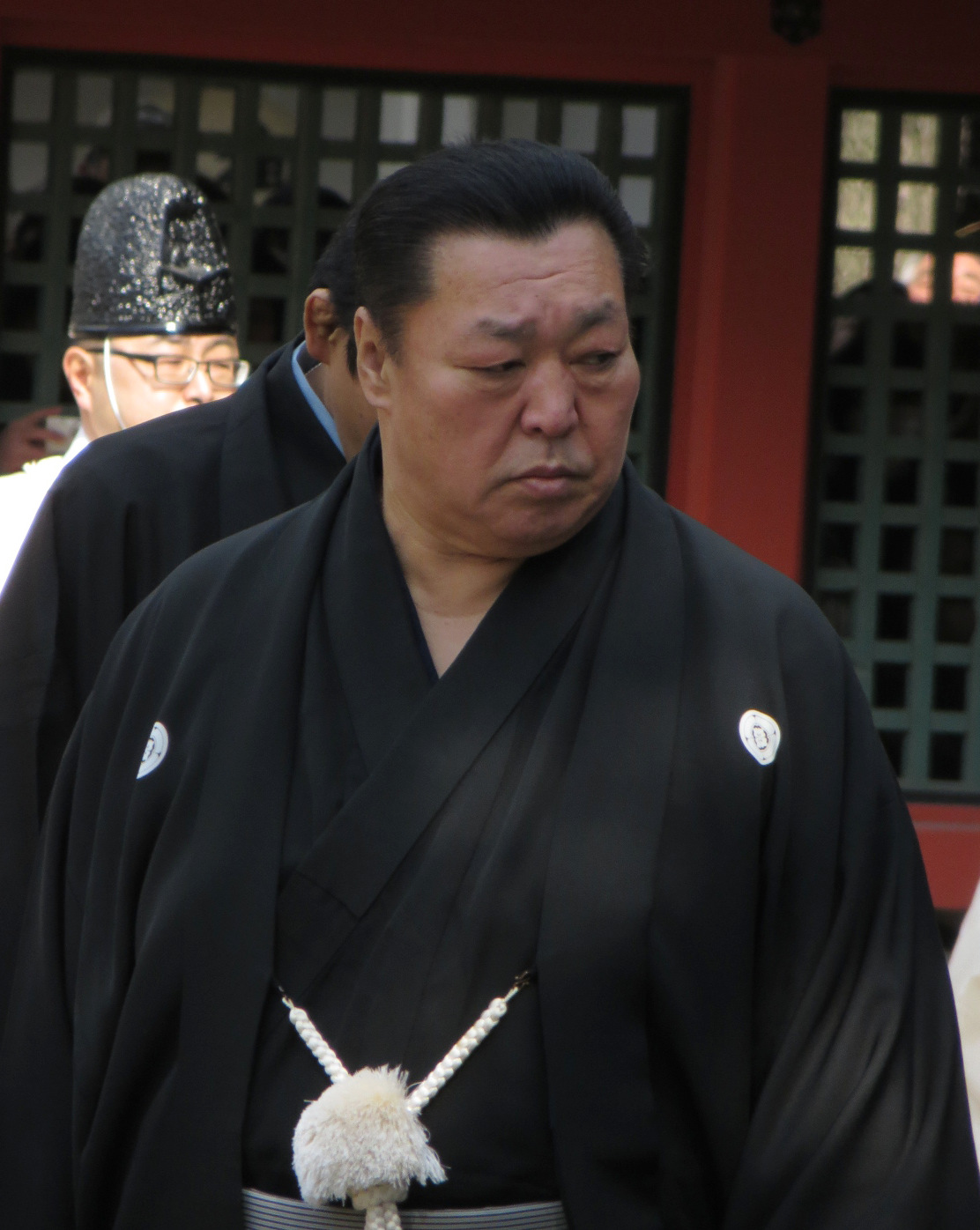
Kitanoumi Toshimitsu in 2013.

Kitanoumi Toshimitsu (北の湖敏満, geboren als Obata Toshimitsu; Hokkaido (Japan), 16 mei 1953 – Fukuoka, 20 november 2015) was Japans sumoworstelaar en voorzitter van de Japan Sumo Association.  
Hij was een van de meer dominante Yokozuna van de sumosport tijdens de jaren 70 van de 20e eeuw. Hij verkreeg de titel op zijn 21e, en bleef yokozuna gedurende 63 toernooien. Hij won 24 kampioenschappen tijdens zijn carrière.  Hij was coach van de Kitanoumi stable.
Hij overleed aan darmkanker en werd 62 jaar oud.